# Manuel Matt
Manuel Matt (* 15. November 2002) ist ein Schweizer Unihockeyspieler, der beim Nationalliga-A-Verein HC Rychenberg Winterthur unter Vertrag steht.

## Karriere
Matt stammt aus der eigenen Jugend des HC Rychenberg Winterthur und debütierte in der Saison 2023 für diesen in der obersten Schweizer Spielklasse.